# Национальная конференция ЛГБТ-движения и МСМ-сервиса Украины
Национальная конференция ЛГБТ-движения и МСМ-сервиса Украины (сокращенно Национальная ЛГБТ-конференция) — мероприятие для ЛГБТ-активистов Украины, которое проходит ежегодно с 2008 года. Участвуют общественные активисты ЛГБТ-движения, эксперты по вопросам ЛГБТ, правозащитники и работники ВИЧ-сервисных организаций (см. ВИЧ на Украине), которые работают с МСМ. Обычно проходит непублично, с приглашением лиц, отобранных организаторами на конкурсной основе.

## Цель, задания, содержание
Цель конференций меняется из года в год, в основном это такое:
- укрепление украинского ЛГБТ-сообщества во взаимодействии с дружественными субъектами общественно-политической жизни Украины;
- создание условий для обмена опытом и сближения позиций между субъектами ЛГБТ-движения и МСМ-сервиса Украины;
- повышение уровня профессионализма участников конференции в сфере социальной работы в отношении ЛГБТ, МСМ и ЖСЖ;
- консолидация ЛГБТ-сообщества;
- развитие МСМ-сервиса Украины;
- знакомство, вдохновение и взаимное сближение лидеров, активистов и социальных работников;
- нарабатывание стратегий ЛГБТ-движения и технологии противодействия оппонентам[2].

В ходе конференций проводятся практические семинары и дискуссии по вопросам, связанным с сексуальным здоровьем, защитой прав человека для ЛГБТ, работой общественных центров для геев, бисексуалов, лесбиянок и трансгендеров; мини-тренинги, панельные дискуссии, ролевые игры на тему проблем, затрагивающих гомо-, бисексуальных и трансгендерных людей, аутрич-работы, а также различные мастер-классы. В рамках неофициальной части конференции устраиваются культурные, спортивные и другие интеграционные мероприятия.
Во время конференций или рядом с ними во времени обычно проводится общее собрание Совета ЛГБТ-организаций Украины, а иногда — также национальные стратегические планирования для МСМ-сервиса и ЛГБТ-движения.

## Организаторы
В 2008—2010 годах функцию организационного комитета по подготовке первых трёх ЛГБТ-конференций выполняла Постоянная референтая группа по вопросам ЛГБТ-движения и МСМ-сервисных проектов в Украине. Соорганизаторами конференции в разное время (2008—2017) выступали:
- украинские ЛГБТ, ВИЧ-сервисные и правозащитные организации:
  - «Гей-альянс Украина»[укр.];
  - «Гей-Форум Украины»;
  - «Точка опоры»[укр.];
  - «Альянс. Глобал»[6];
  - «КиевПрайд»;
  - Ассоциация ЛГБТ «ЛИГА»[7][8];
  - «Межрегиональный центр ЛГБТ-исследований Донбасс-СоцПроект»;
  - Правозащитный ЛГБТ Центр «Наш мир»;
  - «Всеукраинская сеть людей, которые живут с ВИЧ/СПИД»;
  - «Легалайф-Украина»;
  - «Инициатива ради жизни»;
  - Украинский Хельсинкский союз по правам человека[вд];
- проекты международной технической помощи Украине и международные агентства:
  - USAID | Проект развития ВИЧ / СПИД-сервиса в Украине, проект «Улучшение услуг в сфере ВИЧ/СПИД среди представителей групп высокого риска в Украине» (RESPOND), внедряемый организациями «PACT, Inc.» и «Family Health International 360»[9];
  - Проект USAID «Реформа ВИЧ-услуг в действии», исполняемый компанией «Делойт Консалтинг»[10];
  - Немецкое общество международного сотрудничества (GIZ)[нем.][9];
  - Программа развития ООН в Украине;
  - Представительство Управления Верховного комиссара ООН по делам беженцев в Украине;
  - Объединённая программа ООН по ВИЧ/СПИД в Украине (ЮНЭЙДС);
- международные организации и их представительства:
  - «Альянс общественного здоровья»[7][11];
  - «СПИД Фонд Восток-Запад» (AFEW-Украина);
  - «Восточноевропейское и Центральноазиатское объединение людей, который живут с ВИЧ»;
  - Представительство МБО «Проект ХОУП — Зе Пипл-Ту-Пипл Хелс Фаундейшн, Инк.» в Украине;
  - Евразийская коалиция по мужскому здоровью (ECOM);
  - Представительство Фридом Хаус в Украине.

Органы государственной власти и местного самоуправления в организации нконференций не участвуют, хотя иногда делегируют своих представителей для присутствия на отдельных мероприятиях конференций. С 2016 года участие в конференции как приглашённые спикеры принимают народные депутаты Украины текущего и предыдущих созывов, лидеры отдельных политических партий, политтехнологи.
По традиции, оргкомитеты национальных конференций не имеют главы (единоличного управления), решение в них принимаются коллегиально.

## История
I национальная конференция ЛГБТ-движения и МСМ-сервиса Украины состоялась 16-18 апреля 2008 года в Киеве на базе отдыха «Пролисок». I Нацконференция была инициирована Всеукраинским благотворительным фондом «Коалиция ВИЧ-сервисных организаций», а непосредственную подготовку взяла на себя Благотворительная организация «Фонд профилактики химических зависимостей и СПИДа» в сотрудничестве с ключевыми ЛГБТ-активист(к)ами. В её работе приняли участие около 70 участни_ков/ц. На неё также были приглашены СМИ.
Во время II Нацконференции, которая состоялась 28-30 мая 2009 в «Пуще-Лесной», впервые сформулированы и согласованы адвокационные стратегии ЛГБТ-движения Украины; участие в ней приняли гости из Республики Беларусь, Российской Федерации и Германии.
В работе III Нацкоференции, проходившей под Киевом в июне 2010 года, приняли участие украинские трансгендеры. На секции, посвящённой вопросам адвокации, было констатировано, что «в нынешних условиях [по состоянию на 2010 год] гей-прайды в Украине — нецелесообразны», поскольку они «неизбежно повышают градус […] гомофобии».
Параллельно с работой IV Нацконференции, которая проходила в 2011 году, состоялся внеочередной творческий ЛГБТ-фестиваль-ярмарка «Радужная тема для тебя», в ходе которой были представлены работы, созданные людьми из сообщества ЛГБТ, или посвящённые ЛГБТ-тематике. На этой же конференции представитель Amnesty International в Украине выразила намерение оказать техническую помощь группе активистов, которые возьмутся за подготовку гей-прайда в Киеве.
V Нацконференция, которая состоялась 22-24 июня 2012 года, провозгласила целью мобилизацию гей-сообщества, развитие МСМ-сервиса, обмен опытом между субъектами ЛГБТ-движения и МСМ-сервиса, а во время своей работы «сделала ставку» на обсуждение политических инициатив. В итоговом документе конференции её участники и участники, в частности, отметили:

Обращаемся к лидерам парламентских фракций и групп, парламентских комитетов, Председателю Верховной Рады Украины, народным депутатам Украины с требованием употребить все меры для как можно более скорого рассмотрения и отклонения проекта Закона Украины «Про внесение изменений к некоторым законодательным актам (про защиту прав детей на безопасное информационное пространство)» от 20 июня 2011 года № 8711, проекта Закона Украины «Про запрет направленной на детей пропаганды гомосексуализма» от 30 марта 2012 года № 10290 и подобных законодательных инициатив как таких, которые противоречат конституционным правам и свободам человека и гражданина и направлены на установление институциональной дискриминации лесбиянок, геев, бисексуалов и трансгендеров (ЛГБТ) (пункт 1); 
Настаиваем на включении сексуальной ориентации та гендерной идентичности в перечень оснований по которым в Украине запрещается дискриминация [...] (пункт 2).— Резолюция V ежегодной Национальной конференции ЛГБТ-движения и МСМ-сервиса Украины «Открытость и профессиональность»
Особенностью V Нацконференции (2012) было также заметное участие ЛГБТ-христиан, по настоянию которых в итоговом документе появился политически весомый раздел следующего содержания:

Мы, представители межконфессиональной группы ЛГБТ-христиан [...] считаем, что любая Церковь, которая именует себя христианской, призвана утверждать идеалы любви, братства, свободы созданной Богом человеческой личности. Церковь не может выступать против основных прав и свобод человека, толерантности и демократических основ современного общества. В странах Запада целый ряд христианских деноминаций и общин свидетельствуют собственную открытость для представителей ЛГБТ-сообщества и осуждают разжигание гомофобии как одной из форм ненависти. Ряд современных теологов утверждают беспочвенность обвинений ЛГБТ со стороны христиан-фундаменталистов, пытающихся обосновать свою ненависть к гомосексуалам и осуждение однополой любви цитатами из Священного Писания.
Выражаем беспокойство по поводу роста числа призывов к насилию в отношении представителей ЛГБТ-сообщества и к их дискриминации со стороны религиозных фундаменталистов и околоцерковных общественных деятелей.
Призывы к насилию в отношении представителей ЛГБТ-сообщества и их дискриминации со стороны церковного епископата и лидеров религиозных организаций являются вредными для всего общества, потому что сеют вражду и рознь; также такие призывы наносят тяжелые духовные раны верующим, принадлежащим к числу ЛГБТ. За любимым многими "христианскими" гомофобами лозунгом "Любите грешника, но ненавидьте грех" кроется попытка охватить ненависть в оболочку любви, что приводит, в конце концов, к усилению стигматизации представителей ЛГБТ-сообщества со стороны таких деятелей.
С сожалением констатируем, что ни одна из традиционных Церквей и религиозных организаций, действующих на территории Украины, не заявила о своём возмущении и не выразила протеста в связи с актами противоправного, антихристианского гомофобного насилия, совершенными в Киеве против граждан из числа активистов ЛГБТ сообщества в мае-июне 2012 года, не выразила соболезнования жертвам этого насилия; поэтому мы убеждены, что это является свидетельством молчаливого согласия с действиями правонарушителей-экстремистов.
Обращаемся к Церквям и религиозным организациям, действующим на территории Украины, с призывом прекратить разжигание вражды к людям на почве сексуальной ориентации или гендерной идентичности, признавая при этом за религиозными деятелями право на свободу вероисповедания в пределах норм социальной терпимости (пункты 20-24).— Резолюция V ежегодной Национальной конференции ЛГБТ-движения и МСМ-сервиса Украины «Открытость и профессиональность»
VI Нацконференция в 2013 году стала самой массовой: в ней приняли участие 105 участни_ков/ц, которые представляли широкий круг ЛГБТ-организаций, инициативных ЛГБТ-групп, МСМ-сервисных и партнёрских организаций, работающих в Украине. В резолюции, принятой по итогам работы конференции, в частности было принято обращение к лидерам парламентских фракций, Председателю Верховной Рады Украины и его заместителям, руководству и членам профильных парламентских комитетов, всем народным депутатам Украины с призывом принять все меры для снятия с рассмотрения пяти законопроектов, которые по мнению представителей украинского ЛГБТ-сообщества «в случае их принятия нарушат в Украине и за её пределами конституционные права и свободы людей из числа ЛГБТ» (впоследствии все эти законопроекты таки были сняты с рассмотрения). Кроме этого, было заявлено следующее:

Считаем необходимым представить предложения организованного ЛГБТ-движения Украины [...] по поправкам в Конституцию Украины с целью обеспечения прав и свобод человека для ЛГБТ, в частности права на защиту от дискриминации (неравного отношения) по признакам сексуальной ориентации и гендерной идентичности, а также права на создание семьи на приемлемых и желательных основаниях в форме брака или регистрируемого гражданского партнёрства без учёта пола членов (членкинь) соответствующего семейного союза (пункт 4).— Резолюция VI Национальной конференции ЛГБТ-движения и МСМ-сервиса Украины «Открытость и профессиональность»
VII Нацконференция, стала самой драматичной, потому что была сопряжена во времени с мероприятиями III Международного форума-фестиваля ЛГБТ «КиевПрайд2014»: конференция, в отличие от всех других, проходила в самом центре Киева, 3-5 июля 2014 года, в так называемом Холле чемпионов Национального спортивного комплекса «Олимпийский», а III Марш Равенства был назначен на утро 2-го дня её проведения — 4 июля, однако Марш в публичном формате не состоялся из-за неспособности киевской милиции, ослабленной революционными событиями в Украине 2013/2014 годов, гарантировать безопасность в случае «уличного» проведение Марша. Именно поэтому построение участников и участниц III Марша равенства и их общение со СМИ произошли непосредственно в «Холле чемпионов». VII-й Нацконференции впервые предшествовала преконференция для молодого ЛГБТ-актива.
С 6 по 8 ноября 2015 прошла VIII Нацконференция, участие в которой впервые приняли представители общественного движения родителей, имеющих детей — ЛГБТ. К работе этой конференции присоединился также координатор программы «Солнечный зайчик» Богдан Жук (с докладом на тему «Практики массовых коммуникаций (на примере программы ЛГБТ-кино „Солнечный зайчик“ в рамках Киевского Международного кинофестиваля „Молодость“)»). Во время VIII Нацконференции были наработаны этические основы украинского ЛГБТ-движения, отдельное программное направление было посвящено проблематике трансгендеров. Из числа участников и участниц VIII Нацконференции 21 человек приняли также участие во 2-й преконференции для молодых активист_ов/ок «На низком старте». Именно на VIII Нацконференции впервые рассматривалась проблематика публичности сообщества бисексуальных людей как одного из субсообществ ЛГБТ.
IX Нацконференция с международным участием «ЛГБТ и политика: переломный момент» состоялась в сентябре-октябре 2016 года. Во время мероприятия были засвидетельствованы положительные сдвиги в положении ЛГБТ-сообщества в Украине, было упомянуто, в частности, об успешном проведении Марша равенства в столице, в котором впервые приняли участие 7 народных депутатов и включения антидискриминационной поправки в Трудовой кодекс в конце 2015 года. В конференции приняла участие Инна Борзило, руководительница общественной организации Центр UA, которая занимается адвокацией реформ и развитием открытого общества в Украине. Она подчеркнула необходимость большей открытости ЛГБТ-сообщества, объединения ЛГБТ-движения вокруг единого приоритета, сотрудничества с политическими силами, правозащитными организациями, журналистами. Отдельное внимание было уделено обсуждению проблем, с которыми сталкиваются ЛГБТ-внутренне перемещённые лица. В канун конференции, 29 сентября, состоялись 4 преконференцийних мероприятия: преконференция для молодого ЛГБТ-актива, тренинг по PR для спикеров ЛГБТ, супервизионный семинар для психологов, работающих с ЛГБТ и региональная преконференция МСМ-сервиса и ЛГБТ-движения Восточной Европы и Центральной Азии .

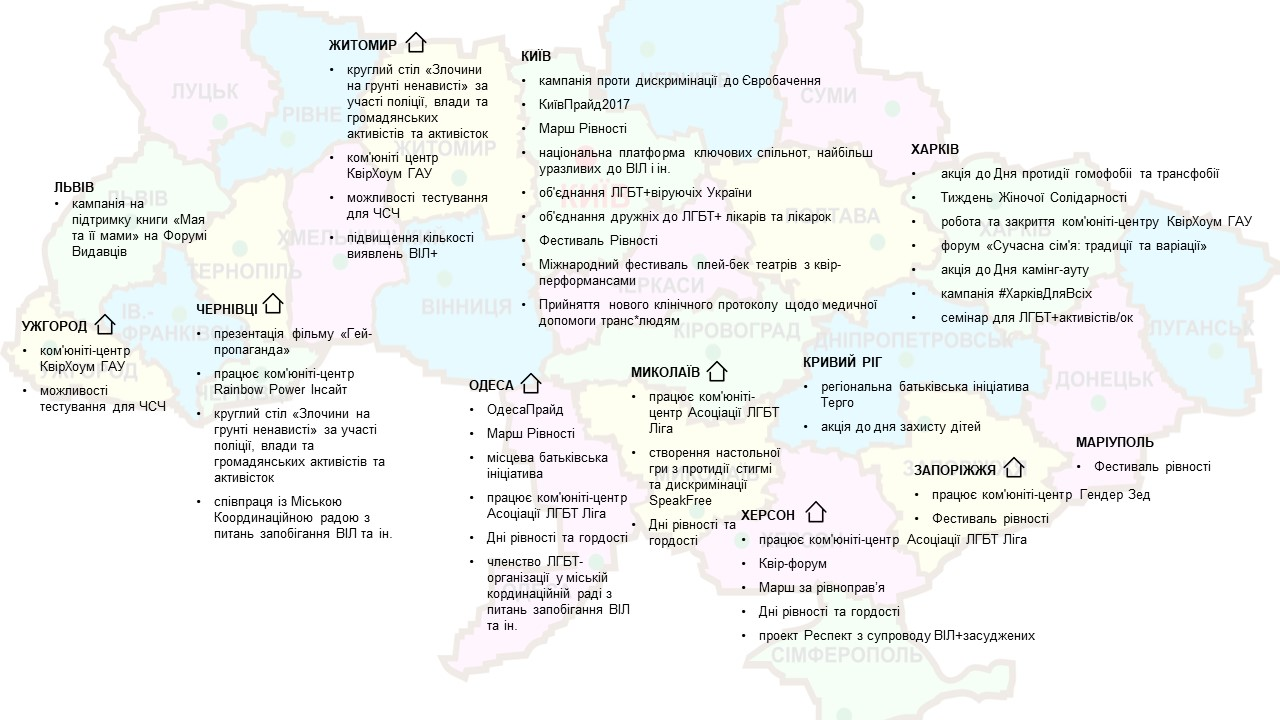
Карта активностей ЛГБТ-движения Украины по итогам 2016/17 межконференционного года

Юбилейная Х Нацконференция прошла 19-22 октября 2017 под лозунгом «Разнообразие и равенство: политика взаимодействия, реалии и приоритеты». Её проведение поддержали 23 соорганизатора и партнёра — больше всего за всю историю проведения. Мероприятие традиционно объединило вокруг около 100 гостей и участников и участниц. Конференция ознаменовалась участием четырёх народных депутатов Украины разных созывов (Антон Геращенко, Светлана Залищук, Виталий Кононов, Егор Фирсов) в подиумной дискуссии «ЛГБТИ-сообщество и политический процесс: участники или заложники?», большей включённостью субсообществ, прежде всего транс*людей и интерсекс, а также применением принципа интерсекциональности. В ходе конференции активист(к)ами была создана карта активностей ЛГБТ-движения Украины. Сейчас карта представляет те активности, которые были названы участни_ками/цами Национальной конференции как такие, которые «существенно повлияли на ЛГБТ-сообщество за последний год».

## Символика, атрибутика, нумерация, статус

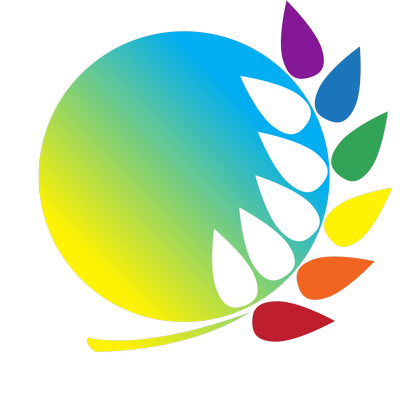
Эмблема VII Национальной ЛГБТ-конференции

По сложившейся традиции, для каждой нацконференции создаётся отдельная эмблема (логотип), в которой, как правило, обыгрываются цвета радуги. На каждой нацконференции, начиная со второй, для украшения основного помещения конференции используется один из самых известных артефактов украинского ЛГБТ-движения — аутентичный Большой ЛГБТ-флаг Украины, который был изготовлен вручную за счёт ЛГБТ-сообщества для несения по Крещатику во время публичного марша в рамках первого украинского гей-прайда 2003 года.
Каждая нацконференция имеет порядковый номер в виде римской цифры, а также индивидуальное название, или лозунг, который меняется из года в год. Для обозначения контента (текстовых постов, фото), связанного с нацконференциями, используется внедрённая в 2015 году унифицированная система хештегов, которые формируются следующим образом: порядковый номер конференции арабской цифрой (цифрами) + аббревиатура NC или НК + год проведения в формате 'гггг' (самыми распространёнными являются хештеги #8NC2015, #9NC2016, #10NC2010 соответственно для VIII, IX та X нацконференций).
Начиная с VIII, нацконференция репрезентована в социальной сети Facebook через публичные страницы конкретной конференции (напр. X национальная конференция ЛГБТ-движения и МСМ-сервиса Украины) и публичные «мероприятия» (напр. Х Национальная конференция ЛГБТ-движения и МСМ-сервиса Украины).
Нацконференция является одним из нескольких ключевых событий с национальным статусом в ЛГБТ-движении и МСМ-сервисе Украины (вторым таким событием в 2007—2015 годах было ежегодное Национальное стратегическое планирование для МСМ-сервиса и ЛГБТ-движения Украины, которое проводилось девять раз; третьим — очные общие сборы Совета ЛГБТ-организаций Украины, которые созывались 14 раз в промежуток с 2008 по 2015 год). В то же время, ЛГБТ-событием всеукраинского значения, которое, в отличие от национальной конференции, предусматривает высокую публичность и медийность, выступает КиевПрайд (проводится ежегодно с 2012 года).

## Критика
Национальные конференции получают в публичном информационном пространстве Украины как позитивные, так и негативные отзывы и оценки. В одной из публицистических статей 2017 года отмечено:

Недостаток, в котором упрекает ЛГБТ-движению само сообщество, чьи интересы оно вроде как защищает, — недоступность и закрытость организаций, а также несовпадение целей, озвученных организациями, с реальными потребностями ЛГБТ в Украине. Например, Национальная ЛГБТ-конференция, проведение которой финансируют западные доноры, принимает около 100 человек [...]. Принципы отбора очень часто субъективны и подразумевают лояльность к членам оргкомитета. Примечательно, что на конференцию, которую позиционируют как главное событие ЛГБТ-движения в году, не пускают журналистов.— Захарова А., Пару слов о «грантоедстве». Почему ЛГБТ-организациям невыгодны однополые браки, Деловая столица

## Хронология
| Год  | Дата                  | №    | Слоган                                                                   | Количество участников и участниц | Место проведения                                                                                             | Хештеги             |
| ---- | --------------------- | ---- | ------------------------------------------------------------------------ | -------------------------------- | --- | ------------------- |
| 2008 | 16-18 апреля          | I    | «Мобилизация и адвокация интересов ЛГБТ-сообщества»                      | ~70                              | Киев | —                   |
| 2009 | 28-30 мая             | II   | «Партнёрство и развитие»                                                 | 66                               | Киевская обл., Киево-Святошинский район, с. Мощун                                                            | —                   |
| 2010 | 25-27 июня            | III  | «Стратегия и единство»                                                   | ~80                              | Киевская обл., Вышгородский район, административная территория Глебовского сельского совета, ур. Зелений Бор | —                   |
| 2011 | 27-29 мая             | IV   | «Прогресс и инновации»                                                   | 99                               | Киевская обл., Вышгородский район, административная территория Глебовского сельского совета, ур. Зелений Бор | —                   |
| 2012 | 22-24 июня            | V    | «Открытость и профессиональность»                                        | 88                               | Киевская обл., Вышгородский район, административная территория Глебовского сельского совета, ур. Зелений Бор | —                   |
| 2013 | 31 мая-2 июня         | VI   | «Равноправие и вовлечённость»                                            | 105                              | Киев, Пуща-Водица                                                                                            | —                   |
| 2014 | 3-5 июля              | VII  | «Угрозы и шансы»                                                         | ~90                              | Киев | —                   |
| 2015 | 6-8 ноября            | VIII | «Переосмысление: сообщество и движение»                                  | 97                               | Киевская обл., Вышгородский район, административная территория Глебовского сельского совета, ур. Зелений Бор | #8NC2015 #8НК2015   |
| 2016 | 30 сентября-2 октября | IX   | «ЛГБТ и политика: переломный момент»                                     | 98                               | Киевская обл., Киево-Святошинский район, с. Мощун                                                            | #9NC2016 #9НК2016   |
| 2017 | 19-22 октября         | X    | «Разнообразие и равенство: политика взаимодействия, реалии и приоритеты» | ~100                             | Киев, Пуща-Водица                                                                                            | #10NC2017 #10НК2017 |

## Галерея
| |                                                        | |                                                                                              | |
| Команда ВБО «Точка опоры» на сессии презентаций ЛГБТ-организаций Украины в рамках IV Нацконференции, 2011. | На V Нацконференции ЛГБТ-движения и МСМ-сервиса, 2012. | Участники и участницы III Марша Равенства, назначенного на 2-й день VII Нацконференции ЛГБТ, 04.07.2014. | Лидер ВОО «Гей-Форум Украины» Святослав Шеремет на VIII Национальной конференции ЛГБТ, 2015. | Информационные материалы на VIII Национальной конференции ЛГБТ-движения и МСМ-сервиса Украины, 2015. |

## Комментарии
1. ↑  Постоянная референтная группа по вопросам ЛГБТ-движения и МСМ-сервисных проектов в Украине (ПРГ-Украина) — координационный орган, который состоял из украинских ЛГБТ-организаций и экспертов и исполнял функцию координационно-экспертного механизма для нарабатывания политических решений по отношению к ЛГБТ/МСМ/ЖСЖ в Украине [3]. Основное содержание деятельности ПРГ-Украина состояло в критической оценке социальной активности, направленной на ЛГБТ-сообщество Украины, мероприятий в ответ на эпидемию ВИЧ-инфекции/СПИДа в среде МСМ и ЖСЖ в Украине и наработке соответствующих экспертных рекомендаций[4]. Существовала с 2007 по 2012 год, после чего была реформирована в Экспертную группу по вопросам здоровья и прав геев и других МСМ[5].